# Wisconsin (Schiff)
Die Wisconsin (Kennung: BB-64) ist ein Museumsschiff in Norfolk, das ursprünglich als Schlachtschiff der United States Navy diente. Sie wurde als Einheit der Iowa-Klasse gebaut und nach dem US-Bundesstaat Wisconsin benannt. Nach der Indienststellung am 16. April 1944 wurde die Wisconsin noch im selben Jahr im Zweiten Weltkrieg eingesetzt. Bis zum Kriegsende im August 1945 war sie im Pazifik vor Japan im Einsatz. Ihre Hauptaufgaben waren der Schutz der Flugzeugträger vor japanischen Kampfflugzeugen sowie der Küstenbeschuss. Nach dem Krieg wurde das Schiff der Reserveflotte zugeteilt, jedoch bereits 1951 reaktiviert, um im Koreakrieg die UN-Truppen gegen Nordkorea zu unterstützen. Wie schon im Zweiten Weltkrieg zerstörte die Wisconsin vor allem Industrieanlagen und Infrastruktur, aber beschoss auch Artilleriestellungen und Truppenansammlungen. Nach dem Krieg folgte 1958 die erneute Außerdienststellung und Einmottung.
Über 30 Jahre blieb die Wisconsin in der Reserveflotte. Erst 1988 wurde sie im Rahmen des Programmes Marine der 600 Schiffe reaktiviert und 1991 im Zweiten Golfkrieg eingesetzt. Die endgültige Außerdienststellung erfolgte im selben Jahr. Bis 2006 wurde die Wisconsin in der Reserveflotte weiter unterhalten und dann endgültig gestrichen. 2009 wurde das Schlachtschiff Norfolk im Bundesstaat Virginia übergeben und ist dort heute als Museumsschiff der Öffentlichkeit zugänglich. Der US-Kongress bestand aber darauf, dass die Wisconsin und die Iowa auch als Museumsschiff für den Fall einer erneuten Reaktivierung nicht demilitarisiert und ständig in Stand gehalten werden sollen. Die US Navy habe dafür einen genauen Ablaufplan für eine Wiederindienststellung zu erarbeiten und Ersatzteile und Projektile für die Geschütze in ausreichender Anzahl zu lagern.
In den 47 Jahren zwischen In- und Außerdienststellung war die Wisconsin weniger als 14 Jahre im aktiven Einsatz.

## Technik

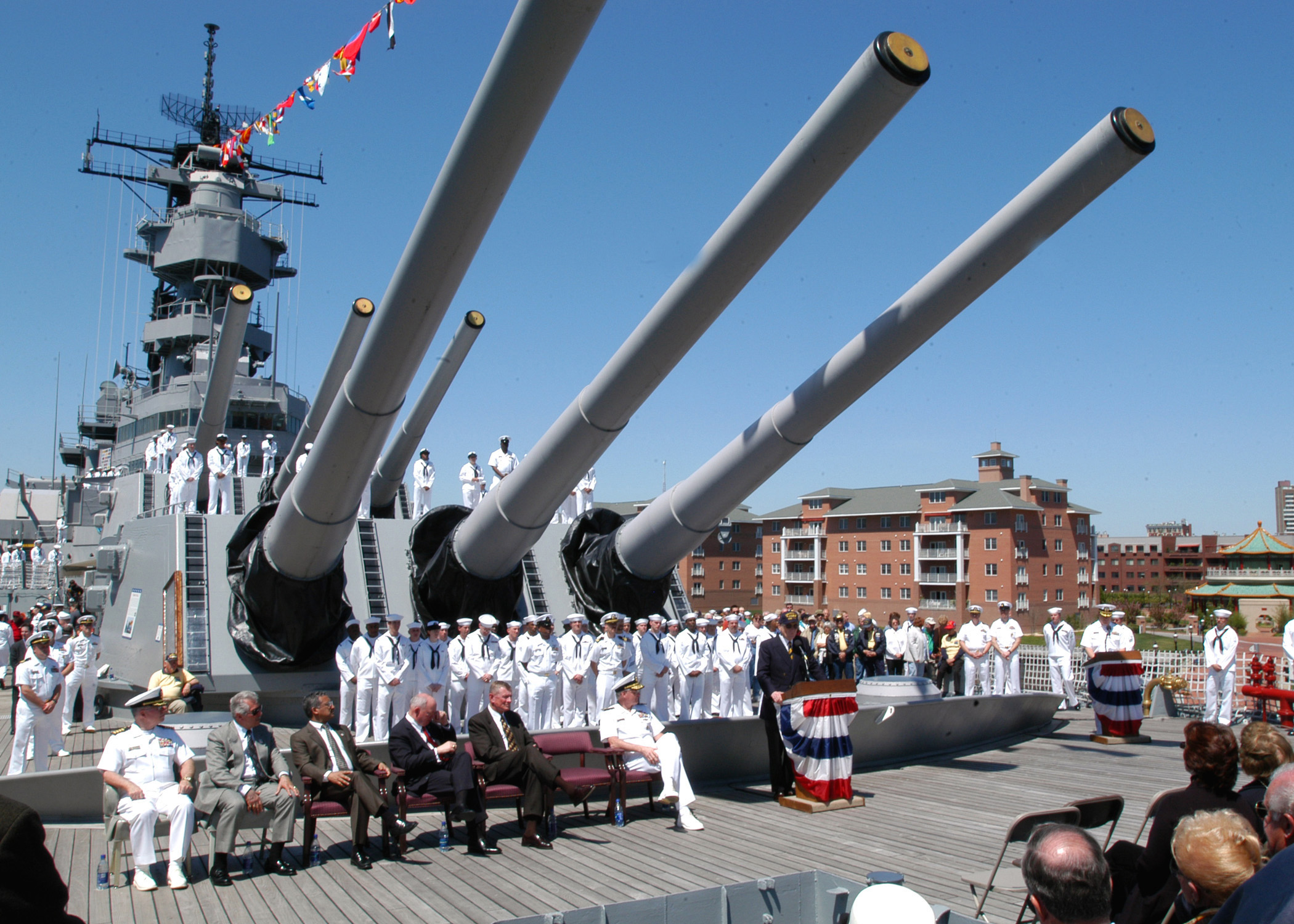
Hauptgeschütze der Wisconsin

Die Wisconsin gehört zur Iowa-Klasse. Diese Schiffsklasse hatte eine Länge von rund 270 Metern und eine maximale Breite von 33 Metern. Diese Ausmaße wurden nach der Panamax-Spezifikation gewählt, damit solche Schlachtschiffe in die Schleusen des Panamakanals passten und somit schnell zwischen Pazifik und Atlantik wechseln konnten. Die Wasserverdrängung der Wisconsin entsprach nur auf dem Papier der auf der Londoner Flottenkonferenz von 1936 festgelegten Obergrenze von 45.000 tn.l. Bei voller Zuladung lag sie tatsächlich bei etwa 58.000 tn.l. Angetrieben wurde die Wisconsin von vier Schrauben, die ihre Energie von je einer Hoch- und einer Niederdruckdampfturbine erhielten. Mit 33 Knoten waren die Schiffe der Iowa-Klasse die schnellsten Schlachtschiffe überhaupt. Erkauft wurde diese Geschwindigkeit allerdings mit dem Verzicht auf einen weiteren Ausbau der Panzerung im Vergleich zur vorangegangenen South-Dakota-Klasse, dem andere Marinen hingegen den Vorzug gaben.
Die Hauptartillerie des Schlachtschiffs bestand aus neun Geschützen vom Kaliber 40,6 cm, die in zwei Drillingstürmen auf dem Vorschiff und einem weiteren auf dem Achterschiff zusammengefasst waren. Mit einer Reichweite von bis zu 40 Kilometern konnten diese Waffen gegen See- und Landziele eingesetzt werden. Zusätzlich besaß die Wisconsin zunächst seitlich der Decksaufbauten je fünf Mehrzweck-Zwillingsgeschütze vom Kaliber 12,7 cm und zahlreiche kleinere Flugabwehrkanonen der Kaliber 4,0 und 2,0 cm. Da diese sich teilweise schon im Zweiten Weltkrieg wegen ihrer geringen Reichweite und Durchschlagskraft als ineffektiv gegen schnell anfliegende gegnerische Flugzeuge erwiesen hatten, wurde diese Sekundärbewaffnung im Laufe der Jahre entfernt. Bei der Modernisierung ab 1986 erhielt die Wisconsin mehrere Arten moderner Lenkwaffen: 32 Marschflugkörper BGM-109 Tomahawk in acht Armored Box Launchers, 16 Seezielflugkörper AGM-84 Harpoon und vier Nahbereichsverteidigungssysteme Phalanx CIWS wurden um die Aufbauten verteilt. Der Einbau von Startvorrichtungen für moderne Flugabwehrraketen fand hingegen aus konstruktiven Gründen nicht statt. Die beiden Bordflugzeuge – anfangs noch Wasserflugzeuge des Typs Vought OS2U Kingfisher – waren bereits nach dem Zweiten Weltkrieg durch Bordhubschrauber ersetzt worden.

## Geschichte

### Planung und Bau

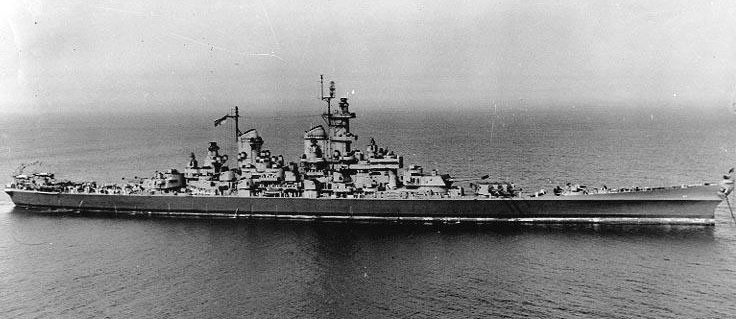
Die Wisconsin während der Erprobung, 1944

Die Planungen für die Schiffe der Iowa-Klasse begannen 1938. Die ersten beiden Einheiten der Klasse, Iowa und New Jersey, wurden am 1. Juli 1939 in Auftrag gegeben, am 12. Juni 1940 dann das dritte und vierte Schiff, neben der Missouri eben Wisconsin. Da die Schiffe fünf und sechs der Iowa-Klasse sowie die der geplanten Montana-Klasse nicht mehr vollendet wurden, ist die Wisconsin das Schlachtschiff der US Navy mit der höchsten BB-Nummer, das tatsächlich in Dienst gestellt wurde. Die Indienststellung des Schwesterschiffs Missouri war jedoch trotz der niedrigeren Nummer erst ca. drei Monate später.
Der Bauauftrag für BB-64 ging an die Philadelphia Naval Shipyard, die das Schlachtschiff am 25. Januar 1941 auf Kiel legte. Nach einer Bauzeit von nicht ganz drei Jahren lief die Wisconsin am 7. Dezember 1943 vom Stapel und wurde getauft. Taufpatin war die Ehefrau des damaligen Gouverneurs von Wisconsin Walter Samuel Goodland. Nach der Endausrüstung stellte die Navy das Schlachtschiff am 16. April 1944 in Dienst – als drittes Schiff der Klasse, da die Fertigstellung der Missouri einige Wochen länger dauerte.
Die ersten Erprobungs- und Trainingsfahrten fanden in und vor der Chesapeake Bay statt. Am 7. Juli verließ die Wisconsin die US-Küste erstmals und führte von Trinidad aus ihre Erprobungsfahrten durch. Nach einer kurzen Werftliegezeit in ihrer Bauwerft, bei der kleinere Probleme behoben wurden, begann das Schiff am 24. September die Fahrt in den Pazifik und den Zweiten Weltkrieg.

### Erste Dienstzeit (1944–1948)

#### Zweiter Weltkrieg

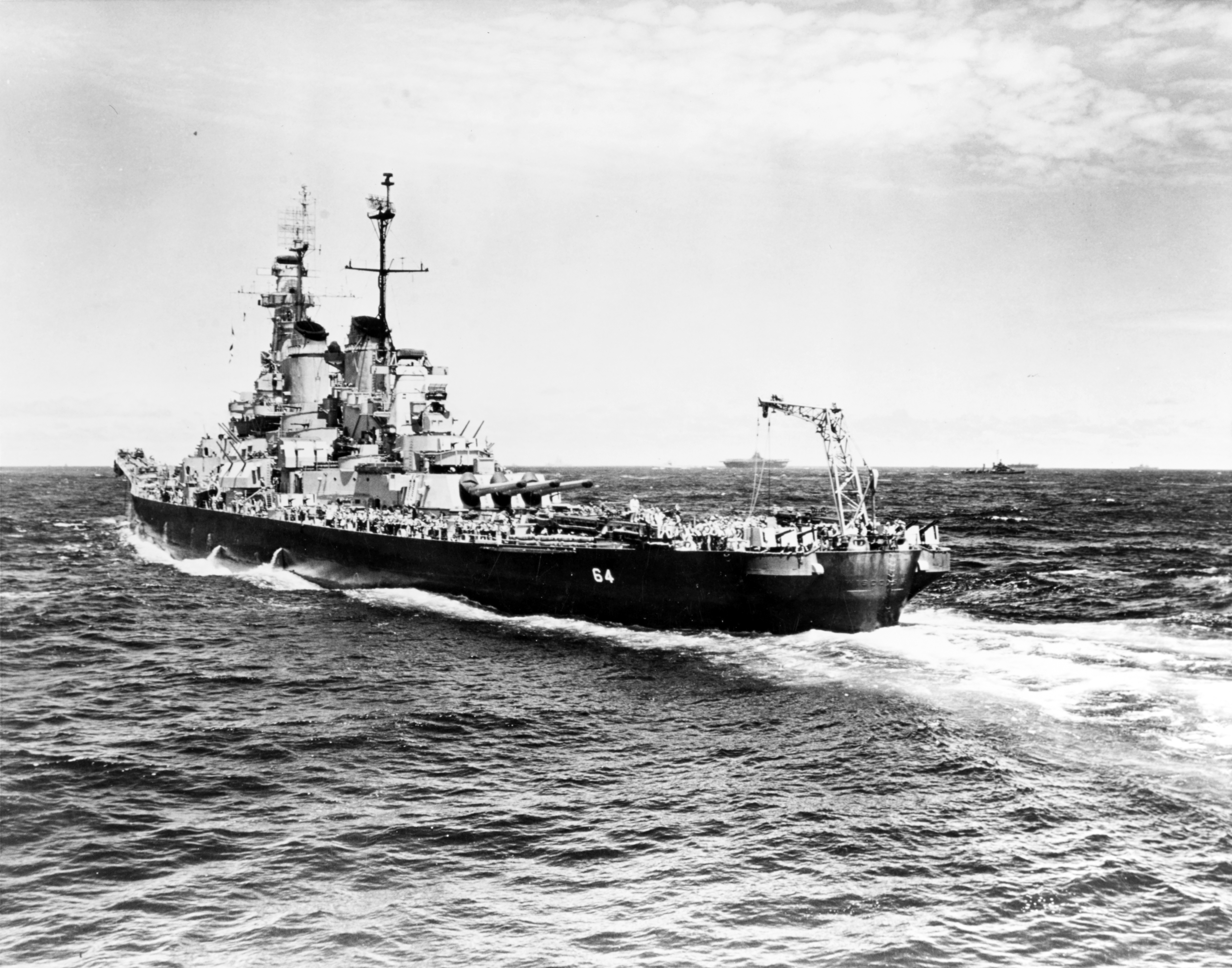
Die Wisconsin mit Flugzeugträgern im Kriegseinsatz im Pazifik

Im Pazifik angekommen, nahm die Wisconsin Kurs auf Hawaii, wo sie Übungsfahrten absolvierte und dann ins Kriegsgebiet fuhr. Am 9. Dezember erreichte sie Ulithi, wo sie in die 3. Flotte unter Admiral William F. Halsey eingegliedert wurde. Wenige Tage nach ihrer Ankunft nahm die Wisconsin mit den Flugzeugträgern der Fast Carrier Task Force (TF.38) am Angriff auf Manila teil. Die Flotte versenkte 27 japanische Schiffe und beschädigte 60 weitere. Insgesamt wurden 269 Flugzeuge zerstört sowie mehrere Bodenziele bombardiert. Am Tag danach verschlechterte sich das Wetter für Halseys Flotte: Im Taifun Cobra kenterten drei amerikanische Zerstörer, Hull, Monaghan und Spence. Die Wisconsin überstand den Sturm ohne wesentliche Beschädigung: eines der Bordflugzeuge wurde über Bord gespült, ein weiteres irreparabel beschädigt. Die beiden großen Walboote wurden beschädigt und Luftabwehrgeschütze nahmen Schaden.
Anfang 1945 fuhr Wisconsin Begleitschutz für die Flugzeugträger der Task Force 38, die Luftangriffe gegen japanische Stellungen auf Taiwan, Luzon und Okinawa sowie in Saigon und Hongkong fliegen ließen. Im Februar griff die Flotte, nun unter dem Kommando von Admiral Raymond A. Spruance, die japanischen Hauptinseln an. Am 16. Februar tauchte die Task Force vor der Küste auf, schoss dort 322 japanische Flugzeuge ab und zerstörte 177 am Boden. Dies waren die ersten Luftangriffe auf Japan seit dem Doolittle Raid von 1942. Direkt im Anschluss nahm auch die Wisconsin an der Schlacht um Iwojima teil und beschoss die Insel, um die folgende Landung der US-Truppen zu ermöglichen. Bis Ende Februar führte die Gruppe dann unter anderem Luftangriffe auf Tokio durch.
Im März eskortierte die Wisconsin Flugzeugträger der Fast Carrier Task Force bei deren Angriffen auf japanische Stellungen auf Kyūshū und dem südlichen Honshū. Ziel waren vor allem Flugplätze, um japanische Gegenangriffe für den geplanten Angriff auf Okinawa zu erschweren. Nachdem am 19. März die Franklin durch einen Shimpū-Tokkōtai-Angriff schwer beschädigt worden war, zog sich die Gruppe zurück. Vier Tage später bezog die US-amerikanische Flotte Position vor Okinawa und begann damit, die Insel mit schwerem Artilleriebeschuss zu überziehen; dies waren die ersten Schüsse der Schlacht um Okinawa. In den folgenden Tagen entgingen die Wisconsin und fünf weitere anwesende Schlachtschiffe nur knapp einer Schlacht gegen das größte Schlachtschiff der Welt, die Yamato: Die Marineführung Japans hatte einen Verband um die Yamato gegen die zahlenmäßig weit überlegenen amerikanischen Kriegsschiffe vor Okinawa in Marsch gesetzt (Operation Ten-gō). Da die Japaner ihr Schiff aber nur unzureichend vor Luftangriffen schützen konnten, gelang es amerikanischen Trägerflugzeugen am 7. April 1945, die Yamato zu versenken, bevor sie die amerikanische Flotte vor Okinawa erreichte. Noch bis in den Juni hinein führte die Wisconsin Angriffe und Geleitschutzfahrten in den Gewässern südlich von Japan durch.
Am 13. Juni begann die erste Ruhepause für die Besatzung. Im Golf von Leyte wurden kleinere Reparaturen durchgeführt und gebunkert. Nach drei Wochen verlegte die Wisconsin zurück in feindliche Gewässer, im Juli nahm sie an Angriffen auf Industrien in Tokio und auf Hokkaidō teil. Zu Gegenwehr war das japanische Militär kaum noch in der Lage, bis zum 13. August beschossen die Schlachtschiffe japanische Ziele. Zwei Tage später kapitulierte das Kaiserreich.
Die Wisconsin erreichte die Bucht von Tokio am 6. September, drei Tage nach der offiziellen Kapitulation Japans, die an Bord der Missouri unterzeichnet wurde. In ihren Einsätzen hatte die Besatzung der Wisconsin drei japanische Flugzeuge abgeschossen.

#### Nachkriegszeit
Am 22. September nahm die Wisconsin US-Soldaten von Okinawa an Bord, um sie im Rahmen der Operation Magic Carpet zurück nach Hause zu bringen. Nach einem Zwischenstopp auf Hawaii am 4. Oktober erreichte das Schlachtschiff am 15. Oktober San Francisco. Dort blieb die Wisconsin einige Wochen, um Anfang 1946 dann in den Atlantik zurückzukehren. Am 18. Januar lief sie Hampton Roads an, im Februar begann in der Norfolk Naval Shipyard die erste Überholung. Ende des Jahres führte die Wisconsin ihre ersten Fahrten im Frieden durch, sie besuchte mehrere südamerikanische Häfen im Pazifik wie auch im Atlantik. 1947 wurde die Wisconsin für Trainingsfahrten in der Karibik eingesetzt, im Sommer befuhr das Schlachtschiff auf Midshipmen-Übungsfahrten erstmals nordeuropäische Gewässer.
Im Januar 1948 begann die Deaktivierung der Wisconsin. Am 1. Juli wurde sie offiziell außer Dienst gestellt und der Reserveflotte in Norfolk zugeteilt.

### Zweite Dienstzeit (1951–1958)

#### Der Koreakrieg

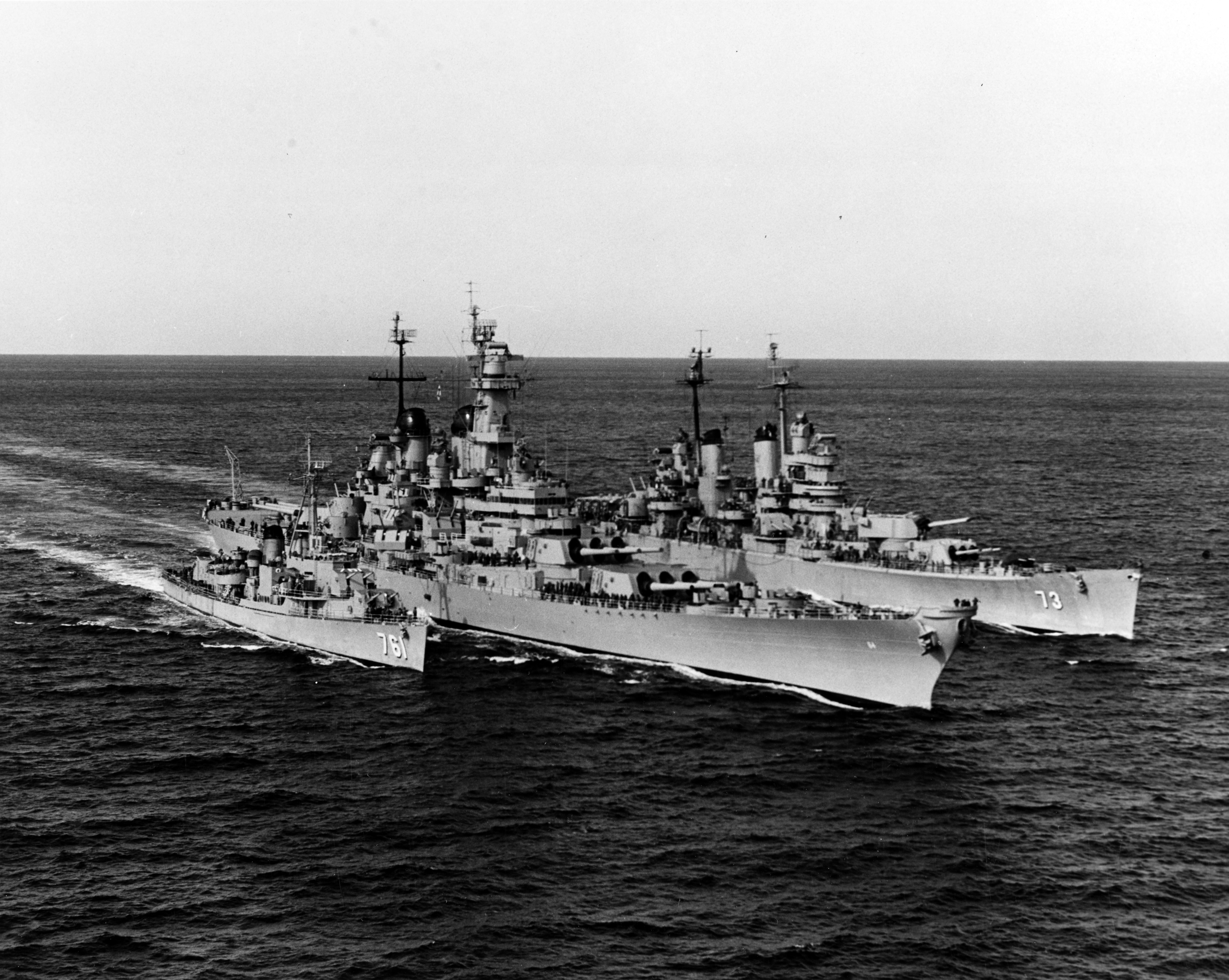
Wisconsin mit Buck (links) und St. Paul 1952 vor Korea

Nach nicht einmal drei Jahren wurde die Wisconsin allerdings bereits am 3. März 1951 wieder in Dienst gestellt, um im Koreakrieg eingesetzt zu werden. Im ersten halben Jahr fanden Erprobungs- und Übungsfahrten statt, unter anderem nach Schottland und Portugal. Im Oktober begann die Wisconsin dann die erneute Fahrt in den Pazifik. Im November löste sie in Yokosuka ihr Schwesterschiff New Jersey als Flaggschiff der 7. Flotte ab, Vizeadmiral Harold M. Martin setzte seine Flagge auf der Wisconsin.
Am 26. November verließ das Schiff die Einsatzbasis in Yokosuka Richtung koreanische Gewässer. Am 3. Dezember beschoss die Wisconsin dann erstmals nordkoreanische Ziele, darunter Artilleriestellungen und Truppenansammlungen in Kosong. Damit unterstützte sie die Soldaten der 1. US-Marineinfanteriedivision sowie des 1. Korps der südkoreanischen Armee. Allein bei diesem Angriff wurden nach offiziellen Schätzungen 75 Nordkoreaner getötet. In den folgenden zwei Wochen führte die Wisconsin solche Angriffe fort. Zwischen dem 15. und 17. Dezember kehrte das Schlachtschiff zum Nachmunitionieren nach Sasebo zurück, direkt danach beschoss die Wisconsin wieder Ziele in Kosong. Im Anschluss nahm sie an der Beschießung von Wŏnsan teil. Über Weihnachten blieb das Schiff vor der Küste, um Bodentruppen mit ihren Geschützen zu unterstützen. Am 31. Dezember erreichte es dann Yokusuka und blieb dort bis zum 8. Januar 1952. Am 10. Januar kam der südkoreanische Präsident Rhee Syng-man an Bord, um Admiral Martin die Order of Military Merit zu verleihen.

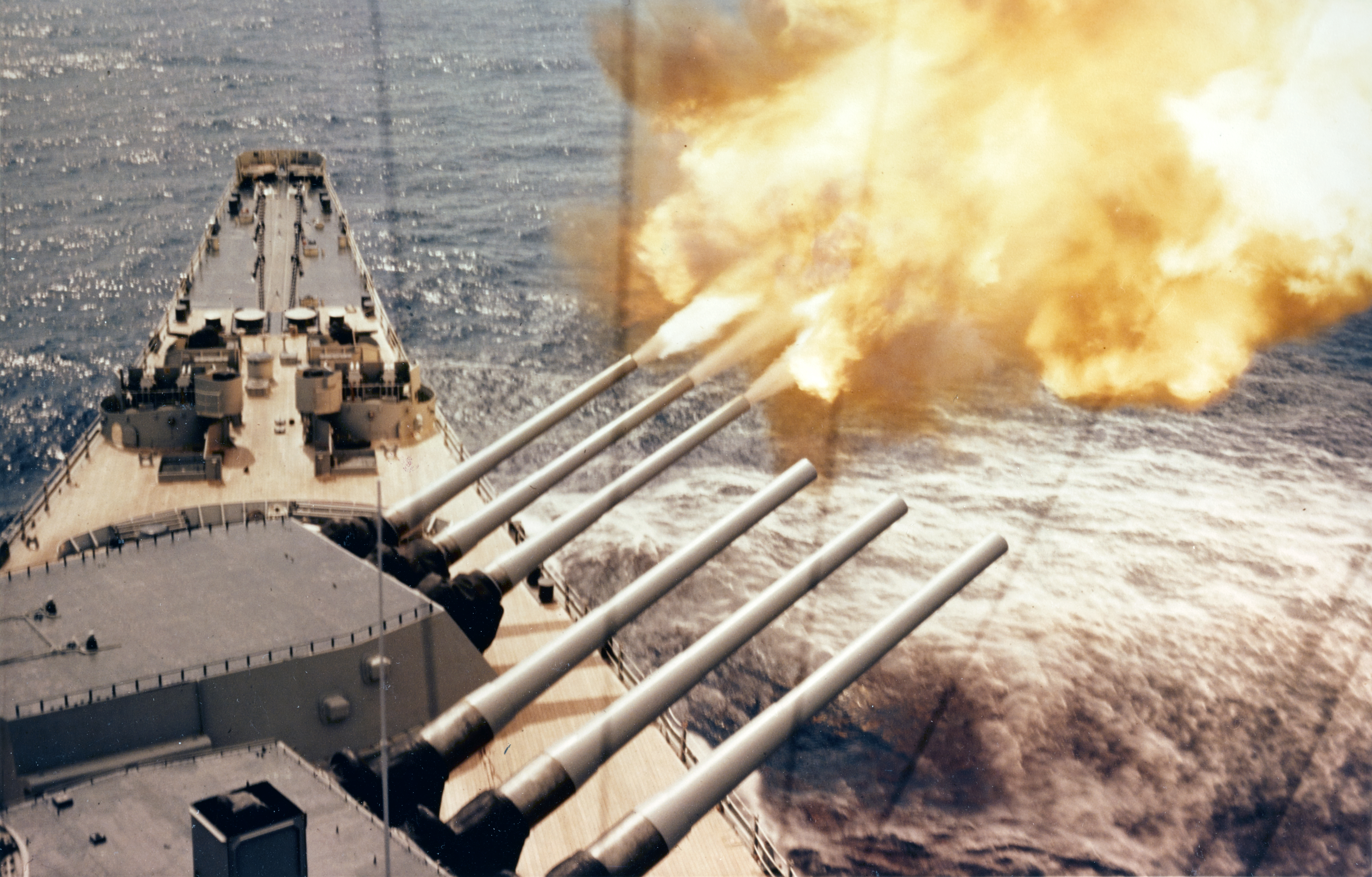
Die Wisconsin beim Küstenbeschuss vor Korea

Ab dem 11. Januar begann die Wisconsin wieder damit, Stellungen und Truppenansammlungen zu beschießen, um die Bodentruppen zu unterstützen. Nachdem sie erneut in Sasebo aufmunitioniert worden war, fuhr die Wisconsin Ende des Monats vor Wŏnsan und im Februar dann wieder vor Kosong, um dort Infrastruktur und Stellungen zu zerstören. Zwischen dem 25. Februar und 10. März lag das Schlachtschiff in den Häfen von Pusan, Sasebo und Yokosuka. Am 15. März begann die Wisconsin mit der Beschießung von nordkoreanischen Zielen vor Kimch’aek. Dabei wurde sie erstmals von feindlichen Geschossen getroffen; eine 155-mm-Granate traf das Schiff und verletzte drei Besatzungsmitglieder. Das Schiff blieb jedoch auf Kampfstation. Am 19. März kehrte es nach Japan zurück, wo es am 1. April durch die Iowa abgelöst wurde. Am 19. April kam die Wisconsin, nach Zwischenstopps in Guam und Hawaii, in Long Beach an, von wo sie dann nach Norfolk weiterfuhr.
Im Juni begann die Wisconsin im Atlantik Übungsfahrten für Midshipmen, die sie unter anderem nach Frankreich brachten. Im August nahm das Schlachtschiff an einer NATO-Übung im Atlantik teil. Im Anschluss folgte eine Überholung in der Norfolk Naval Shipyard, die bis Februar 1953 dauerte, die Erprobungsfahrten dann bis April. Während die Wisconsin auf einer weiteren Midshipmen-Fahrt entlang der südamerikanischen Atlantikküste fuhr, wurde der Waffenstillstand unterzeichnet, der den Koreakrieg beendete.

#### Nach dem Koreakrieg
Nach einer kurzen erneuten Werftliegezeit kehrte die Wisconsin im September zurück nach Fernost. Dort besuchte sie bis April 1954 mehrere Häfen und zeigte Präsenz. Im Mai erreichte sie Norfolk, wo sie erneut eingedockt und überholt wurde. Im Sommer nahm das Schlachtschiff an mehreren Übungen und Trainingsfahrten vor der Westküste und in der Karibik teil. 1955 fuhr die Wisconsin ein weiteres Mal in europäischen Gewässern und legte in Dänemark und Schottland an. Im Anschluss folgte in der New York Naval Shipyard eine größere Überholung und Modernisierung. Anfang 1956 fanden die Erprobungsfahrten statt.

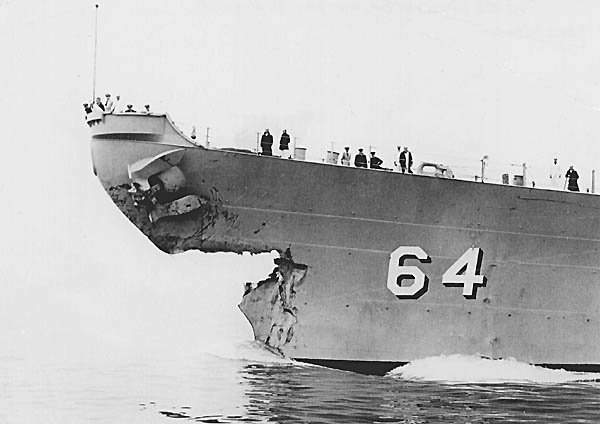
Bug der Wisconsin nach der Kollision mit der Eaton

Am 6. Mai fuhr die Wisconsin vor der Küste Virginias in dichtem Nebel eine Übung zusammen mit Coral Sea, Des Moines sowie vier Zerstörern der Fletcher-Klasse. Die Schiffe fuhren in dichter Formation, als die Coral Sea „Mann über Bord“ signalisierte. Der Zerstörer Eaton drehte hart bei, um den vermeintlich über Bord gegangenen Mann zu bergen. Auf dem neuen Kurs schnitt die Eaton den Kurs der Wisconsin von Steuerbord, was die Besatzung der Eaton jedoch wegen eines defekten Radars nicht wusste. Die Wisconsin gab sofort das Kommando „volle Kraft rückwärts“, doch nur sechs Sekunden nach Sichtung traf die Wisconsin die Eaton frontal in rechtem Winkel vor deren Brücke, schnitt sich durch den Rumpf und brach dabei den Kiel der Eaton. Die beiden Schiffe blieben verkeilt, die Eaton lag längsseits an Backbord der Wisconsin. Beide Schiffe wurden schwer beschädigt. Der Bug der Wisconsin wurde unter dem Deck auf mehrere Meter eingedrückt, die dortigen Räume geflutet. Die Wisconsin konnte unter eigener Kraft zurück nach Norfolk fahren, die Eaton wurde Heck voran geschleppt, nachdem Munition für ein Übungsschießen aus den vorderen, beschädigten Magazinen über Bord geworfen worden war. Bei den Mannschaften beider Schiffe gab es keine ernsthaften Verletzungen. Später stellte sich heraus, dass nur die Mütze eines Matrosen der Coral Sea über Bord geweht worden war. Der Kommodore der Zerstörer-Division, der entgegen seiner Berechtigung das Kommando zum Beidrehen gegeben hatte, ging straffrei aus, der Kommandant der Eaton wurde von einem Kriegsgericht wegen Gefährdung des Schiffs verurteilt. Die Wisconsin wurde am 12. Mai in Norfolk eingedockt und dort repariert. Um das zu beschleunigen, wurde der Bug des nie fertiggestellten sechsten Schiffs der Iowa-Klasse auf rund 20 Meter Länge abgetrennt und per Lastbarge von Newport News nach Norfolk gebracht. Dort ersetzte er den beschädigten Bereich der Wisconsin. Bereits am 28. Juni konnte das Schlachtschiff so die Werft verlassen.

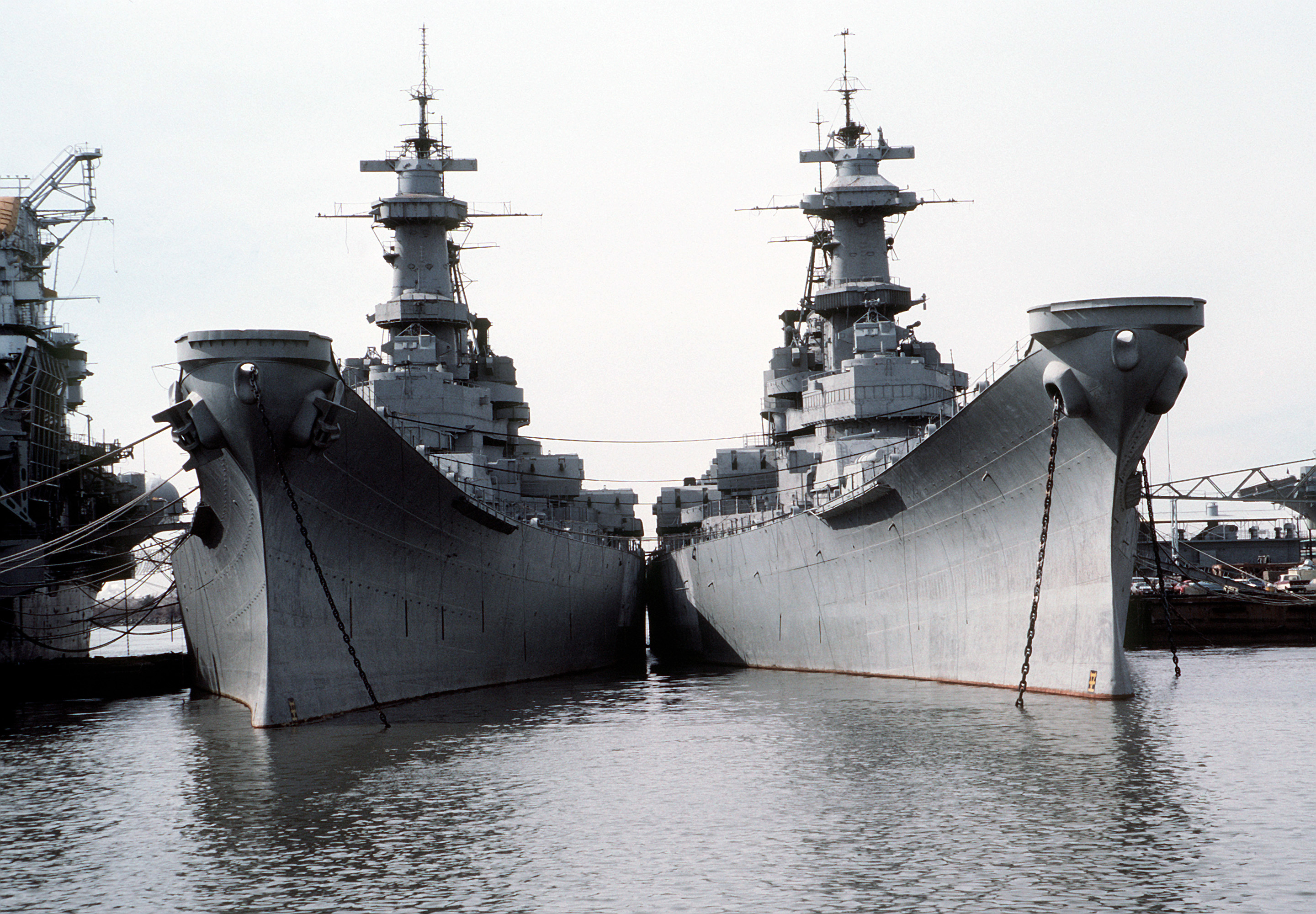
Wisconsin (links) mit Iowa eingemottet

Bereits im Juli begann das Schlachtschiff eine neue Ausbildungsfahrt für Midshipmen, die es nach Spanien führte. Über den Jahreswechsel lag die Wisconsin erneut in der Norfolk Naval Shipyard. Anfang 1957 nahm sie dann an Übungen im Mittelmeer und der Ägäis teil, später führte eine weitere Ausbildungsfahrt sie in den Pazifik, im September stand eine NATO-Übung in britischen Gewässern an. Dies blieb die letzte große Fahrt der Wisconsin für über 30 Jahre. Am 8. März 1958 wurde sie in Bayonne, New Jersey, außer Dienst gestellt. Damit hatte die US Navy erstmals seit 1895 kein Schlachtschiff mehr im Dienst. Wie auch ihre drei Schwesterschiffe wurde die Wisconsin eingemottet und für eine spätere Reaktivierung bereitgehalten. Zusammen mit der Iowa lag sie in der Philadelphia Naval Shipyard vertäut.

### Dritte Dienstzeit (1988–1991)

#### Wiederindienststellung
Anfang der 1980er Jahre setzte sich Marineminister John Lehman im Rahmen der allgemeinen Aufrüstung der Regierung Reagan für die Marine der 600 Schiffe ein. Unter anderem sah dieser Plan die umfassende Modernisierung und Wiederindienststellung aller vier eingemotteten Schlachtschiffe der Iowa-Klasse vor. 1986 ging die Wisconsin als letztes der vier Schiffe in die Werft. Im August 1986 begannen bei der Avondale Shipyard die Arbeiten am Rumpf, Anfang 1987 dann die Modernisierung bei Ingalls Shipbuilding. Zwei Jahre später, am 29. August 1988, dockte die Wisconsin zur ersten Probefahrt aus. Am 22. Oktober wurde die Wisconsin offiziell in Dienst gestellt.

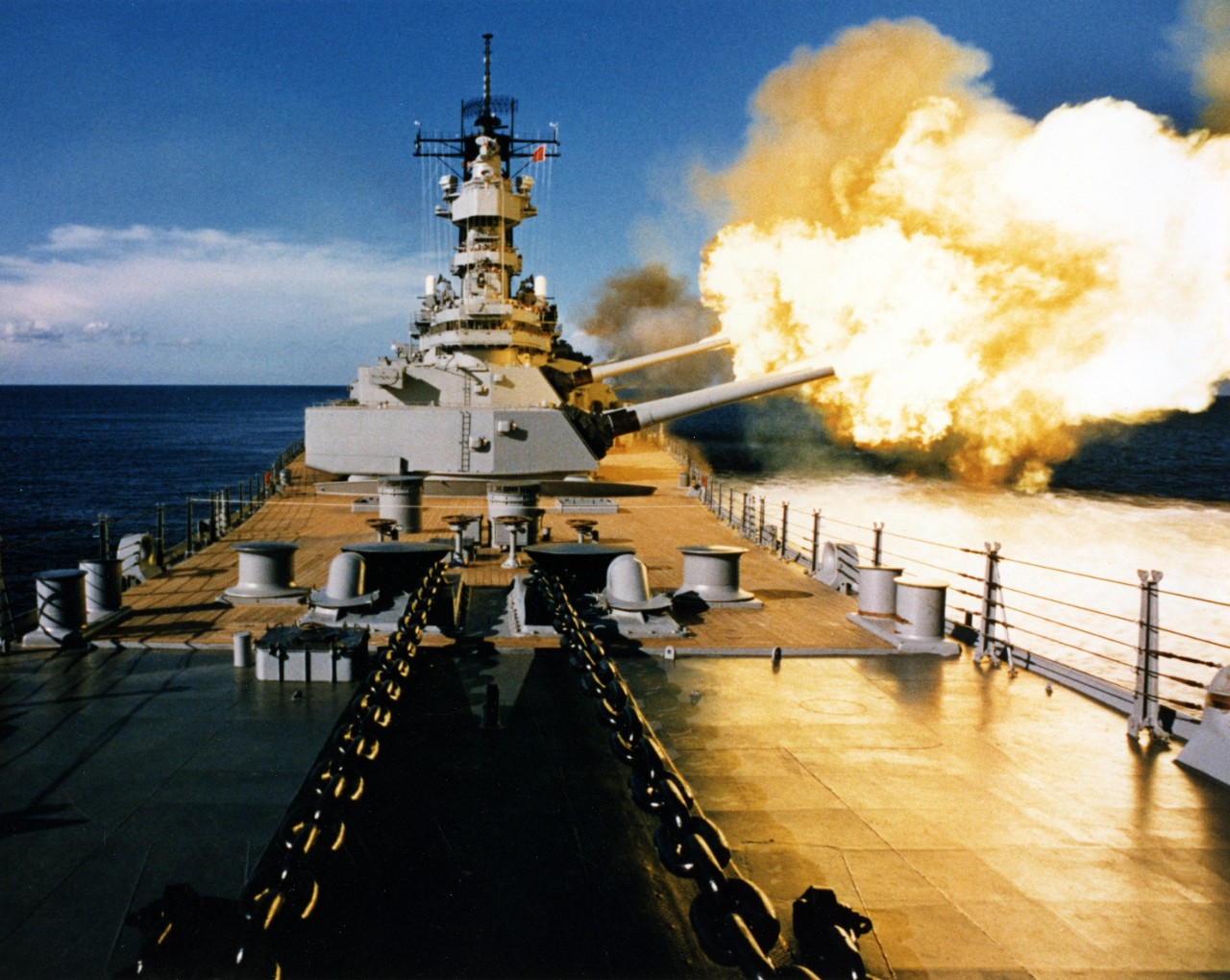
Die Wisconsin bei Schießübungen

Die letzten Monate des Jahres 1988 führte die Besatzung Schießübungen vor Puerto Rico durch, Anfang 1989 folgten Übungsfahrten im Atlantik. Im Juni ging das Schiff zur Überholung in die Philadelphia Naval Shipyard, ab September dann zurück zu Ingalls. Ende des Jahres kehrte die Wisconsin nach Norfolk zurück. Nach mehreren Übungen im Jahr 1990 verlegte sie am 7. August, also unmittelbar nach der Invasion Iraks in Kuwait, durch das Mittelmeer und den Sueskanal in den Persischen Golf.

#### Golfkrieg

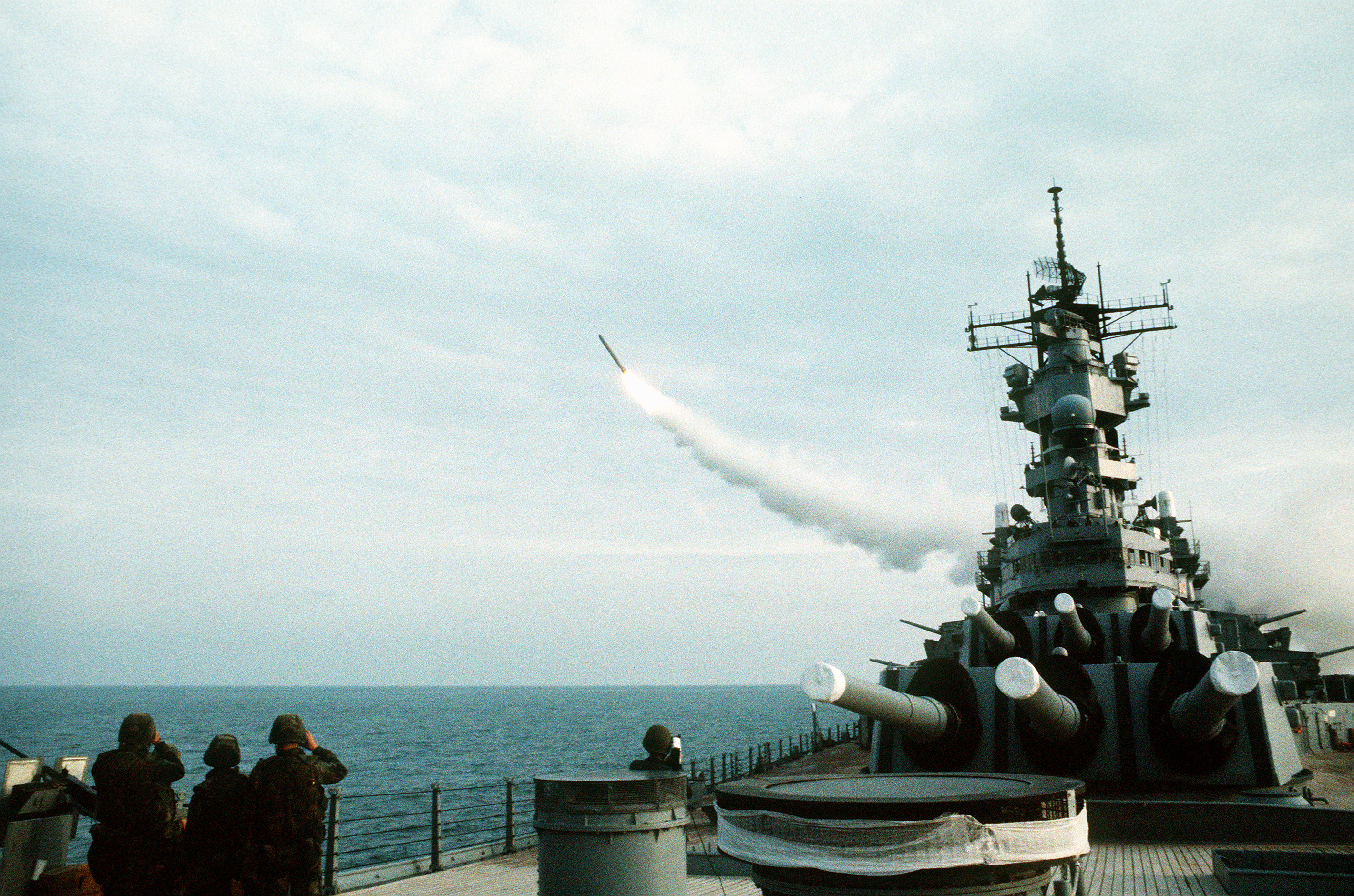
Die Wisconsin feuert einen Tomahawk gegen ein Ziel im Irak

Dort angekommen nahm die Wisconsin gemeinsam mit ihrem Schwesterschiff Missouri am Zweiten Golfkrieg teil. Vom 17. bis 19. August 1991 startete die Wisconsin insgesamt 24 Marschflugkörper vom Typ BGM-109 Tomahawk gegen irakische Ziele. Von Bord des Schlachtschiffes aus wurde außerdem die gesamte erste Marschflugkörper-Angriffswelle der Allianz koordiniert; die Wisconsin fungierte als sogenannter „TLAM strike commander“. Im Anschluss zog die Wisconsin sich in den zentralen Persischen Golf zurück und diente dort als Drehscheibe für Personal-, Post- und Frachttransport. Ab dem 6. Februar löste sie die Missouri vor der Küste ab und begann damit, irakische Artilleriestellungen sowie Infrastruktur mit ihren Geschützen zu zerstören. Nach einer Feuerpause Mitte des Monats führte sie ab dem 20. Februar wieder Küstenbeschießungen durch, um den Bodenkrieg vorzubereiten, der am 24. Februar begann. Am 28. Februar feuerte das Schlachtschiff die letzten Schüsse ab.
Ab Ende Februar hatten Missouri und Wisconsin immer wieder irakische Stellungen auf Failaka beschossen. Ziel war es, den Soldaten auf der stark verminten Insel glaubhaft zu machen, dass eine amphibische Landung geplant wäre. Am 1. März überflog die Drohne der Wisconsin, eine RQ-2 Pioneer, die Insel, um weitere Ziele auszukundschaften. Mit improvisierten weißen Flaggen ergaben sich daraufhin die irakischen Soldaten dem unbemannten Flugzeug – eine Neuheit in der Kriegsführung.
Anfang März verließ die Wisconsin dann den Persischen Golf und trat den Rückweg an. Zurück in Norfolk Ende März, nahm das Schlachtschiff im Juni noch an der Flottenparade vor New York City teil, und wurde daraufhin am 30. September außer Dienst gestellt, aber vorerst wieder der Reserveflotte zugeteilt.

### Endgültige Außerdienststellung (seit 1991)
Nach dem Zusammenbruch der Sowjetunion und dem Ende des Kalten Krieges wurden alle vier Iowa-Schlachtschiffe am 12. Januar 1995 aus dem Naval Vessel Register gestrichen; damit wurde auch die Instandhaltung auf ein Minimum reduziert. Die Wisconsin wurde in der Philadelphia Naval Shipyard vertäut. Am 15. Oktober 1996 wurde sie nach der Schließung der Werft in die Norfolk Naval Shipyard verlegt.

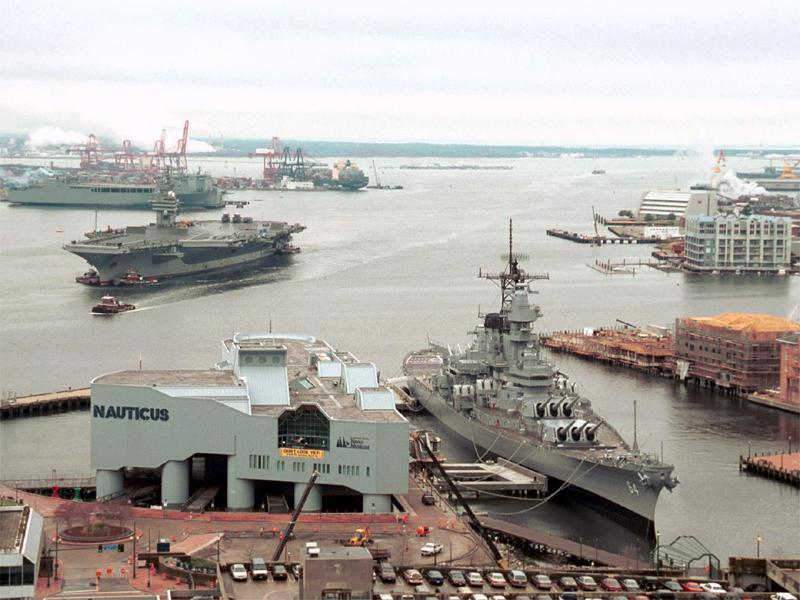
Die Wisconsin am Pier des Nauticus

Nachdem die Außerdienststellung in den Vereinigten Staaten kontrovers diskutiert worden war, entschied der Kongress im „National Defense Authorization Act 1996“, zwei der Schiffe wieder in die Reserveflotte einzugliedern und so zu unterhalten, dass sie im Falle eines Krieges zur Feuerunterstützung bei amphibischen Landungen eingesetzt werden können. Neben der Iowa wurde auch die Wisconsin ausgewählt und am 12. Februar 1998 schließlich wieder ins Naval Vessel Register aufgenommen.
2000 wurde die Wisconsin dann zum Pier des Nauticus National Maritime Center in Norfolk geschleppt. Die Decks wurden daraufhin für die Besucher des Navy-eigenen Hampton Roads Naval Museums geöffnet, das im Nauticus beheimatet ist. Am 17. März 2006 wurden dann sowohl Iowa als auch Wisconsin endgültig aus dem Naval Vessel Register gestrichen. Der Kongress reagierte darauf mit der Bestimmung im „National Defense Authorization Act of 2007“, dass die Schiffe trotzdem weiterhin so behandelt und gewartet werden müssen, dass sie im Falle eines „nationalen Notstandes“ im Kampf eingesetzt werden können. Am 14. Dezember 2009 trennte die Navy sich dann endgültig von ihrem Schlachtschiff und stiftete es der Stadt Norfolk zur Nutzung als Museumsschiff. Seitdem wird es vom Nauticus betrieben. Funkamateure des „USS Wisconsin Radio Club“ betreiben auf dem Schiff eine Amateurfunkstelle mit dem Rufzeichen N4WIS. Seit der Übernahme durch die Stadt Norfolk können auch die Innenräume des Schiffes besichtigt werden.